# 仵瑜
仵瑜（1477年—1524年），字忠父，號東澥，湖廣武昌府蒲圻縣（今湖北省蒲圻縣）人，明朝政治人物。進士出身。

## 生平
仵瑜之父仵紳歷任工部主事。仵瑜從小即有操行志向，正德五年（1510年）庚午科湖廣鄉試第一名舉人。正德十二年（1517年）登丁丑科會試第三百十九名，廷试二甲四十二名進士，都察院观政，隨即謝病歸。此後起用為禮部主事，再次引病歸鄉。
明世宗繼位，起用為原職。曾經上疏勸阻皇帝勤政并招募人才等建議。大禮議事件中被杖身死。

## 家族
曾祖父仵清，永乐庚子举乡贡。祖父仵朝佑，官洛容训导。父仵绅，丁未举进士，授户部主事。